# لافي أدكوك
لافي أدكوك (بالإنجليزية: Levy Adcock)‏ هو لاعب كرة قدم أمريكية ولاعب كرة قدم كندية أمريكي، ولد في 12 نوفمبر 1988 في كلارمور في الولايات المتحدة.

## وصلات خارجية
- لافي أدكوك على موقع مرجع كرة القدم المحترفة.كوم (الإنجليزية)